# 元屋敷陶器窯跡
元屋敷陶器窯跡（もとやしきとうきかまあと）は、岐阜県土岐市久尻にある江戸時代初期の陶器窯跡。岐阜県内最古の連房式登窯がある。国の史跡に指定されている。

## 概要
1958年（昭和33年）に発掘調査が行われ、連房式登窯1基、大窯3基の跡が見つかっている。このうち、連房式登窯は江戸時代初期の慶長年間に美濃の陶祖と仰がれる加藤景延が、朝鮮半島由来の登り窯の形式を唐津にて学びとり、久尻の地に築いたものであると伝わる。
連房式登窯は「元屋敷窯」と称する。その規模は奥行き24メートル、幅平均2.2メートルで14の焼成室と燃焼室を有し、燃焼室と焼成室の間には70センチメートルの昇焔壁があったとみられる。焼成室の大きさは登り窯の上部に行くにしたがって大きくなり、焼成室間に火が通り抜けるための6個から7個のサマ穴を備えた構造となっている。窯の天井は崩落しており、床面と壁の一部が残っている。2019年（令和元年）現在、窯跡は露出した状態で覆屋で保護されている。出土品は黒織部の他、青織部、赤織部、志野織部、美濃伊賀、美濃唐津、黄瀬戸などの美濃焼がある。
大窯は元屋敷東1-3号窯と名付けられ、元屋敷窯に先行して構築された。元屋敷東1号窯はそのうちもっとも古いもので、安土桃山時代に築かれた。奥行きは不明であるが当初は幅が3.9メートルほどあり、天目茶碗のほか、皿やすり鉢を生産していた。時代が下るにつれて規模が縮小し、最終的には幅が3.0メートルとなり、織部焼や志野を生産した。元屋敷東2号窯は全長7.5メートル、幅3.9メートルの大きさで、生産していた陶器は1号窯同様天目茶碗等から美濃焼へと変遷している。3号窯が築かれるとその作業場となった。3号窯はやや小型で幅が2.9メートルで雨水などが入らないように溝が設けられている。
陶器窯周辺ではその作業場や物原も発見されており、美濃焼最初期の生産現場を考証する上で価値があり、1968年（昭和42年）に国により史跡に指定された。
1931年（昭和6年）に多治見工業学校により発掘され、同校で保管されている出土品が岐阜県元屋敷陶器窯出土陶器として、美濃陶祖奉賛会が1949年（昭和24年）に発掘した出土品と土岐市教育委員会が1993年（平成5年）から2001年（平成13年）にかけて発掘した出土品が「岐阜県元屋敷陶器窯跡出土品」として2013年（平成25年）に重要文化財に指定された。